# Pico Longo
O Pico Longo é uma elevação portuguesa localizada no concelho da Povoação, ilha de São Miguel, arquipélago dos Açores.
Este acidente geológico tem o seu ponto mais elevado a 584 metros de altitude acima do nível do mar, encontra-se na área do Plano Sectorial da Rede Natura 2000 da Região Autónoma dos Açores e encontra-se próximo do Miradouro da Feteira.